# Virgen de la Puerta (Perú)
Virgen de la Puerta es un caserío peruano ubicado en el distrito de Santo Domingo, perteneciente a la provincia de Morropón del departamento de Piura, al norte del Perú. 

## Ubicación
Virgen de la Puerta se ubica al norte de la provincia de Morropón, en el distrito de Santo Domingo, en el departamento de Piura.

## Demografía
En 2017 Virgen de la Puerta tenía una población de 60 habitantes.